# شتاب (بانکداری)
شتاب (سرنام عبارت شبکهٔ تبادل اطلاعات بانکی) یک شبکهٔ بانکداری الکترونیک فراگیر در ایران است که توسط بانک مرکزی جمهوری اسلامی ایران در سال ۱۳۸۱ با هدف ایجاد، راه‌اندازی و راهبری سوئیچ ملی به منظور اتصال شبکهٔ پرداخت بانک‌ها به یکدیگر و نهایتاً ایجاد زمینه برای انجام مبادلات بین بانکی به صورت الکترونیکی ایجاد شد. عضویت در مرکز مزبور تابع مقررات حاکم بر مرکز شتاب مصوب خردادماه ۱۳۸۱ است.
سوئیچ ملی در فاز اول اتصال شبکهٔ کارت بانک‌ها و خودپردازها و در فازهای بعدی تبادل کلیهٔ تراکنش‌های بین بانکی شامل چک‌ها، حواله‌ها و اوراق بهادار را مد نظر دارد.
شتاب در مفهوم اقتصاد و بانکداری برگرفته از شاخص تحول دیجیتال (به انگلیسی: DEI) که با استفاده از ۱۷۰ معیار و چهار عامل کلیدی (شرایط عرضه، میزان تقاضا، محیط سازمانی و نوآوری‌وتحول) رده بندی شده. شتاب مطرح شده در این شاخص برای سرمایه گذران کسب و کار ها نشان دهنده جذابیت و پتانسیل بازار است و برای سیاست گذران نیز نماینده رقابت است.

## ارتباطات
- در مارس ۲۰۰۵ توافقی بین بانک مرکزی ایران و شبکهٔ خودپردازهای بحرین Benefit و همچنین شبکه UAES امارت متحده عربی حاصل شد.
- در اکتبر ۲۰۰۵، ایران و چین سیستم‌های بانکی خود را به هم متصل کردند.[۲]
- در ژوئیهٔ ۲۰۰۶، سیستم شتاب به شبکهٔ خودپردازهای قطر NAPS متصل شد.[۳]
- در مه ۲۰۰۸، شبکهٔ خودپردازهای ایران به شبکهٔ خودپردازهای بحرین، کویت و قطر متصل شد و این باعث شد دارندگان کارت، قابلیت دسترسی مستقیم به حساب خود را از این کشورها داشته باشند.[۴]
- در دسامبر ۲۰۱۶، برنامه‌ریزی‌هایی برای اتصال به JCB ژاپن و یونیون‌پی چین در کوتاه‌مدت و به ویزا کارت و مسترکارت در درازمدت انجام شد.[۵]

## اعضا
تا سال ۱۴۰۴، همه بانک‌ها و مؤسسه مجوزدار ملل‌ از بانک مرکزی ایران عضو شبکه شتاب‌اند. همچنین برخی از بانک‌های بین‌المللی نیز به شتاب متصل‌اند.

## خدمات

### شبکه شتاب
مخفف «شبکه تبادل اطلاعات بین بانکی» است و منظور شبکه‌ای است که در آن بانک‌ها به سوئیچ ملی اتصال می‌گردند و به این صورت تبادل اطلاعات مربوط به تراکنش‌های بین بانکی فراهم می‌گردد.

### سوئیچ
واسطه‌ای است مشتمل بر مجموعه‌ای از سخت‌افزار و نرم‌افزار و پایگاه داده ای که پیام‌های مربوط به تراکنش‌ها را بین ابزارهای پذیرش و مقصد پذیرش تبادل می‌کند.

### تراکنش
به یک پیام الکترونیکی گفته می‌شود که بنا به تقاضای مشتری در یکی از درگاه‌های ارائه خدمات بانکی نظیر خودپرداز یا پایانه فروش، ایجاد و به شبکه الکترونیکی بانکی ارسال می‌شود. هرگونه نقل و انتقالات مالی به صورت تبادل اطلاعات بانکی از طریق شبکه‌های مخابراتی را تراکنش گویند.

### مرکز شتاب
در این مرکز حق عضویت سالانه، میزان جرائم، هزینه‌های پردازش تراکنش برای دستگاه‌های خودپرداز، پایانه‌های فروش الکترونیکی، کارتخوان شعبه و سوئیچ شتاب را در ابتدای هر سال محاسبه و بعد از اخذ تائیدیه از بانک مرکزی به اعضاء اعلام می‌نماید هزینه‌های فوق روزانه برای هر عضو جداگانه محاسبه می‌شود و به حساب وی منظور می‌گردد.

### پایانه فروش
عبارت است از دستگاهی که با پذیرش کارت بانکی می‌تواند امکانی را فراهم کند که وجه به صورت الکترونیکی از حساب دارنده کارت به حساب فروشنده منتقل شود (تراکنش).

### خودپرداز
عبارت است از دستگاهی که با شناسایی مشتری از طریق کارت بانکی یا ابزارهای شناسایی الکترونیکی نظیر آن، امور تحویل داری شعبه بانکی را به صورت الکترونیکی و بدون نیاز به اپراتور انجام می‌دهد.
با ایجاد مرکز شتاب، کارت مشتریان هر بانک عضو شتاب با رعایت استانداردها بر روی (ATM) و دستگاه‌های خودپرداز (POS)پایانه‌های فروش سایر بانک‌های عضو شتاب قابل پذیرش و استفاده است. در نتیجه با سرمایه‌گذاری بهینه در شبکه‌های POS و ATM در سطح کشور، بانک‌ها قادر به استفاده از سرمایه‌گذاری‌های انجام شده یکدیگر هستند و مرکز شتاب تمام کنترل‌های مورد نیاز را به عمل می‌آورد و پایاپای بین بانک‌ها را انجام می‌دهد.
در حال حاضر مشتریان بانک‌ها با استفاده از کارت خود می‌توانند خدمات مورد نیاز را از تجهیزات نصب شده سایر بانک‌های عضو در سراسر کشور دریافت کنند. در ادامه این پروژ ه فعالیت‌های فنی به موازات اقدامات بانک مرکزی جمهوری اسلامی ایران برای اتصال از GCCNET شبکه شتاب به مرکز سوئیچینگ منطقه خلیج فارس GCCNET از طریق بحرین در جریان است. با برقراری ارتباط میان شبکه شتاب و امکان ارتباط و تراکنش میان بانک‌های عضو شتاب با بانک‌های ۱۰ کشور عربی عضو GCCNET فراهم می‌گردد. همچنین اتصال شبکه شتاب کشور به بانک‌های اروپا و آسیای جنوب شرقی و دو بانک ۱۰۰درصد الکترونیکی در دست اقدام است.

### مزایای شبکه شتاب
با استفاده از این شبکه مراجعه مشتریان به بانک‌ها کاهش یافته و آنان می‌توانند خدمات بانکی را بعد از وقت اداری و در تمامی ساعات شبانه روز دریافت کنند، کاهش هزینه‌های ترافیکی، به حداقل رساندن هزینه ارائه خدمات، خدمتی است که منجر به ایجاد آرامش و رضایتمندی مردم، بهینه‌سازی حتی مصرف سوخت و بسیاری از ظرفیت‌های دیگر می‌شود و همچنین قدرت سرمایه‌گذاری را نیز افزایش می‌دهد. همچنین در خصوص مهم‌ترین دستاوردهای استفاده از شبکه شتاب می‌گویند: «امروزه نمی‌توانیم مشتریان بانک‌ها را به همان شیوه سنتی معطل فعالیت‌های باجه‌ای کنیم، بانکداری الکترونیک یک خواسته منطقی برای مشتریان بانک‌ها محسوب می‌شود از این رو نباید تردید کرد که بانکداری الکترونیک امروزه از خواسته‌های اصلی همه مشتریان بانک‌ها است». به عبارت دیگر هراندازه مراجعه شهروندان را در ساعات خاصی به باجه‌های خاص و بانک‌های محدود کاهش دهیم در عمل به جلب رضایتمندی و جذب نقدینگی و سرعت خدمات دهی کمک کرده‌ایم، ضمن اینکه از تراکم جمعیتی در شعب بانک‌ها نیز کاسته می‌شود.

### امنیت سیستم شبکه شتاب
گذشته از مزایای بی‌شمار استفاده از خدمات شبکه گسترده شتاب شاید بتوان به مقوله امنیت این سیستم به عنوان عمده‌ترین معایب آن یاد کرد. با استفاده از کارت‌های هوشمند در شبکه شتاب مسائل و مشکلات امنیتی و سوء استفاده از این کارت‌ها با شدت بیشتری به وجود می‌آید و شاید این موضوع هم‌اکنون یکی از معضلات عمده جوامع توسعه یافته‌است. به بیان دیگر شاید بتوان گفت دسترسی برخی افراد سودجو به طرق مختلف به کد بانکی آن‌ها باعث برخی برداشت‌ها و نقل و انتقالات غیرقانونی می‌شود و این دل نگرانی همواره در میان یکایک استفاده‌کنندگان کارت‌های هوشمند حساب‌های سپرده بانکی وجود دارد. تغییر رمز کارت‌های هوشمند امکان سوء استفاده از این مقوله را به حداقل می‌رساند.

### هزینه‌های تراکنش دستگاه‌های شتاب
در این طرح بانک صادرکننده به ازای هر تراکنش POS و ATM در پایانه بانک دیگر مبالغی را به عنوان هزینه پرداخت می‌نماید که وجوه یاد شده به شرح ذیل به مبادی ذی‌ربط پرداخت می‌شود:
- هزینه انجام یک تراکنش مربوط به POS

از دستگاه‌های عضو طرح شتاب برای بانک صادرکننده کارت در مجموع ۱۲۶۹ ریال است که از این مبلغ ۷۰۶ ریال به بانک پذیرنده و ۵۶۳ ریال به مرکز شتاب پرداخت می‌شود.
- هزینه انجام یک تراکنش مربوط به ATM

از دستگاه‌های عضو طرح شتاب برای بانک صادرکننده کارت در مجموع ۱۵/ ۱ مبلغ تراکنش است که از این مبلغ ۱/۱ مبلغ تراکنش به بانک پذیرنده پرداخت شده و ۰۵/۰ آن در صندوق مشاع نزد بانک مرکزی نگهداری می‌شود. موارد مصرف این صندوق هنوز به صورت مدون مشخص نیست و احتمالاً جهت پرداخت خسارات وارده به مشتریان طرح شتاب مانند مغایرت‌هایی که به نتیجه نرسیده‌اند، صرف خواهد شد. تصمیم‌گیری نهایی در این خصوص در دستور کار بانک مرکزی قرار دارد. با توجه به مطالب فوق باید بیان نمود که استفاده از خدمات سیستم شتاب برای بانک‌ها و مؤسسات اعتباری می‌تواند محل مناسبی برای کسب درآمد باشد.